# Bravest Warriors
Bravest Warriors (em português: Bravos Guerreiros) é uma websérie de desenho animado estadunidense criada por Pendleton Ward, o mesmo criador de Hora de Aventura, e dirigido por Breehn Burns. A série é produzida pela Frederator Studios para o seu canal no Youtube de desenhos animados Hangover. Fred Seibert, Burns, e Will McRobb e Chris Viscardi são os produtores executivos da série.
Assim como Hora de Aventura/Adventure Time, a série é baseada em um curta produzida para o Random! Cartoons, um programa de séries animadas da Nicktoons e da Frederator Studios. Uma revista em quadrinhos foi lançada em 2012 pela editora Boom! Studios.

Em 20 de Outubro, de 2016, foi anunciado que Frederator Studios e Nelvana vão produzir uma série de televisão de Bravest Warriors, que também servirá como uma continuação da websérie.  A série irá ao ar no canal Teletoon no Outono de 2018.

## Enredo
A série conta as aventuras de quatro adolescentes: Chris, Danny, Beth e Wallow. Eles se aventuram através do universo para salvar aliens adoráveis e seus mundos, essas aventuras acontecem no ano 3085 e tem como planeta central não a Terra (que nunca foi mencionada) e sim, Marte, completamente terraformado e com climas agradáveis.  
A série animada começou no canal de desenhos animados CartoonHangover no YouTube a partir de 08 de novembro de 2012 .  A série é baseada em um curta produzido para o Nicktoons, série de animação da Frederator Random! Cartoons que foi ao ar em 10 de janeiro de 2009. Uma adaptação de quadrinhos que foi publicada pela Boom!  

## Personagens

### Principais
- Christopher "Chris" Kirkman: É um adolescente de 16 anos e é o líder. Ele tem uma queda por sua melhor amiga Beth. O animal de sua arma é um falção azul.
- Beth Tezuka: É a única garota que faz parte dos Bravos Guerreiros. O animal da arma dela é uma abelhinha verde. E Chris é apaixonado por ela.
- Daniel "Danny" Vasquez: É o mais velho, tendo 17 anos, é inventor no grupo dos Bravos Guerreiros. Seu animal da sua arma é um gato vermelho.
- Wallow: É o adolescente mais inteligente e o maior do grupo Bravos Guerreiros. Ele tem uma luva que comanda um computador artificial. Na luva existe uma inteligência artificial chamada Pixel que tem ciúmes do seu dono. E sua arma de animal é um cachorro amarelo.

## Dublagem
| Personagem | Dublador (a)      |
| ---------- | ----------------- |
| Chris      | Alex Walsh        |
| Beth       | Liliana Mumy      |
| Danny      | John Omohundro    |
| Wallow     | Ian Jones-Quartey |
| Catbug     | Sam Lavagnino     |

## Episódios

### 2º Temporada
| Numero | Titulo No Português | Titulo original         |
| ------ | ------------------- | ----------------------- |
| #1     | (Sem Nome Definido) | Aeon Worm               |
| #2     | (Sem Nome Definido) | RoboChris               |
| #3     | Touchdown Mexicano  | Mexican Touchdown       |
| #4     | (Sem Nome Definido) | Hamster Priest          |
| #5     | (Sem Nome Definido) | Jelly Kid Forever       |
| #6     | (Sem Nome Definido) | The Puppetyville Horror |
| #7     | (Sem Nome Definido) | Catbug's Away Team      |
| #8     | (Sem Nome Definido) | Merewif Tag             |
| #9     | (Sem Nome Definido) | Dimension Garden        |
| #10    | (Sem Nome Definido) | Parasox Pub             |
| #11    | (Sem Nome Definido) | Season Of The Worm      |
| #12    | (Sem Nome Definido) | Season Of The Mitch     |

### 3º Temporada
| Numero | Titulo No Português | Titulo original               |
| ------ | ------------------- | ----------------------------- |
| #1     | (Sem Nome Definido) | Dan of future past            |
| #2     | (Sem Nome Definido) | Himmel Mancheese              |
| #3     | (Sem Nome Definido) | Ghost of the see-through zone |
| #4     | (Sem Nome Definido) | Fast times at Saturn Oaks     |
| #5     | (Sem Nome Definido) | Everything is ok              |
| #6     | (Sem Nome Definido) | Emotion Fjord                 |